# Джон Коулмен Берроуз
Джон Коулман Берроуз (англ. John Coleman Burroughs; 28 лютого 1913 — 22 лютого 1979) — американський ілюстратор, відомий своїми ілюстраціями до творів свого батька Едгара Райса Берроуза.

## Життя
Берроуз народився в Чикаго в сім'ї Едгара Райса Берроуза, творця Тарзана, і його першої дружини Емми Сентенні Галберт. Коли йому було шість років, сім'я переїхала до Каліфорнії і оселилася в маєтку, який вони перейменували в Тарзана. Джон ненадовго відвідував Військову академію Пейджа, але не зміг пристосуватися до суворого режиму, тому його вилучили в середині року та навчали вдома (він перехворів на легкий випадок поліомієліту, і його батьки хвилювалися, що він піддасться захворюванню в державних школах). . Пізніше він навчався в тренерській школі Лос-Анджелеса, міській військовій академії та середній школі Ван Найса, де писав та ілюстрував оповідання, які закінчив у 1930 році. Потім він вступив до коледжу Помона, який закінчив з відзнакою в 1934 році. 12 грудня 1936 року він одружився з Джейн Ралстон. У них було троє дітей: Джон Ралстон Берроуз, Дантон Берроуз і Діан Берроуз. Вони розлучилися в 1961 році. 16 грудня 1961 року Джон одружився з Мері, у них було двоє спільних дітей: Кім і Стейсі. Пізніше Кім одруджилася з Аланом Сіфлінгером і народила двох дітей: Тревіс Сіфлінгер і Кессіді Сіфлінгер. У Тревіса народилася дитина від Стефані Болд на ім'я Паркер Сіфлінгер-Болд. Зрештою у Кессіді народилася дитина на Бейла Сіфлінгер. Мері та Джон розлучилися приблизно в 1972 році. Творчі сили Джона були підірвані хворобою Паркінсона в останні роки його життя.

## Кар'єра
Джон і його брати і сестри Джоан і Галберт були шанувальниками творчості свого батька, але лише Джон Коулмен Берроуз значно доповнив творчість Едгара Райса Берроуза новим творчим матеріалом.

### У мистецтві
Зростаючи в атмосфері, насиченій відомими творіннями його батька, перші екскурсії Джона у світ професійного мистецтва відбувалися під впливом тем Едгара Райса Берроуза. У 23 роки йому дали шанс проілюструвати книгу свого батька «Справа Оукдейла та вершник», опубліковану 15 лютого 1937 року. Кілька місяців тому його батько написав: «Ми з моїм сином Джеком завжди мріяли, що одного дня він проілюструє одну з моїх книг. Він чудово справляється з роботою, і я попросив його проілюструвати для нас книгу „Весна“». Джон продовжував ілюструвати всі майбутні книги Едгара Райса Берроуза, опубліковані за життя автора — загалом понад 125 ілюстрацій. Він також проілюстрував стрічку недільної газети Джона Картера, комікс Девіда Іннеса з Pellucidar і численні обкладинки Big Little Book. Берроуз був фотографом у 1920-х роках.

### Письменство
Окрім своїх художніх робіт, Джон написав низку коротких оповідань зі своїм братом Галбертом і його дружиною Джейн Ралстон, яка також слугувала моделлю для героїнь, яких він малював. Роман Джона «Скарби Чорного Сокола» був опублікований у 1967 році видавництвом Ballantine Books. Його пізніший роман «Дантон Дорінг», написаний разом з доктором Джоном Еріком Голмсом, залишився незакінченим.

### Спадщина
У червні 2003 року Дантон Берроуз відкрив камеру схову, яка була запечатана після смерті його батька в 1979 році. Кімната була наповнена речами, які Джон Коулман Берроуз накопичив протягом свого дуже продуктивного життя: особисті речі, листи, документи, книги, фотографії, ескізи, одяг, картини, вугілля, твори мистецтва, створені для великих голлівудських кіностудій, мистецтво пропаганди Другої світової війни. та ілюстрації довідників для Douglas Aircraft Company тощо.
Було також багато речей, переданих від батька Джона, Едгара Райса Берроуза, включаючи військовий капелюх останнього, улюблене крісло, кінопроектор, форму для створення бюста Едгара Райса Берроуза, фотоальбоми, ділові документи, щоденники, улюблені книги, і т. д. Фотографії багатьох із цих предметів були зроблені, коли їх діставали зі сховища. Дантон опублікував на веб-сайті JohnColemanBurroughs.com матеріал, який, на думку шанувальників Едгара Райса Берроуза, цікавий.
1 травня 2008 року Дентон Берроуз помер від серцевого нападу після пожежі в сімейному будинку в Тарзані, яка знищила кімнату з пам'ятними речами його батька Джона Коулмана Берроуза та діда Едгара Райса Берроуза. Причина пожежі невідома.